# Ха-Джуун Чанг
Ха-Джуун Чанг (на корейски: 장하준; на английски: Ha-Joon Chang) (роден на 7 октомври 1963 г.) е южнокорейски институционален икономист, специализиращ в икономика на развитието.
Понастоящем лектор по политическа икономия на развиващите се страни в университета в Кеймбридж, Чанг е автор на редица популярни книги за политиката, най-забележителната от които е „Ритане на стълбата: Стратегия за развитие в исторически план“ (2002). През 2013 г. списание Проспект класира Чанг като един от 20-те най-влиятелните световни мислители. 
Работил е като консултант на Световната банка, на Азиатската банка за развитие, на Европейската инвестиционна банка, както и в Oxfam  и няколко агенции към Организацията на обединените нации.. Чанг е също така член на консултативния съвет на „Учени срещу бедността“ (Academics Stand Against Poverty – ASAP)

## Творчество
В книгата си „Ритане на стълбата“ (която печели наградата Gunnar Myrdal на Европейска асоциация за еволюционна политическа икономия през 2003 г, Чанг твърди, че всички големи развити страни са използвали интервенционисти икономически политики, за да забогатеят, а след това се опитват да забранят на други страни да правят същото. Световната търговска организация, Световната банка и Международния валутен фонд изказват силна критика на тази позиция на Чанг за ритането на стълби по такъв начин, което според него е основната пречка за намаляване на бедността в развиващия се свят. Тази и друга негови публикации са причината Чанг да спечели наградата „Василий Леонтиев“ за напредъка в икономическата мисъл от Глобалния институт за развитие и околна среда (предишните носители на награди включват Амартия Сен, Джон Кенет Гълбрайт, Херман Дали, Алис Амсден и Робърт Уейд.
Продължавайки идеите на Ритане на стълбата, през декември 2008 година Чанг публикува следващата си книга Лошите самаряни: Митът за свободната търговия и тайната история на капитализма (Bad Samaritans: The Myth of Free Trade and the Secret History of Capitalism).  В нея той отговаря на критиките към идеите си (в частност на Дъглас Ъруин – професор по икономика в Колежа Дартмаут), като твърди, че страните, които не успяват да се развият, обикновено следват политика на свободен пазар и отворена икономика. Чанг също така твърди, че макар държавният интервенционизъм понякога да води до икономически неуспехи, той е по-успешен от нерегулираните икономики които, твърди той, много рядко са успели да генерират икономическо развитие. Чанг цитира доказателства, че растежът на БВП в развиващите се страни е бил по-висок преди външният натиск да наложи дерегулация и разширява анализа си на неуспехите на свободната търговия да стимулира растеж чрез приватизация и антиинфлационни мерки. Книгата получава похвали от лауреата на Нобелова награда Джоузеф Стиглиц за интелигентната и находчива комбинация от съвременни и исторически примери, но е критикувана от бившия икономист на Световната банка Уилям Ийстърли, който твърди, че Чанг използва селективни доказателства в нея. Чанг отговаря на критиките на Истърли, твърдейки, че последният погрешно е разбрал аргументите му. На свой ред Истърли предоставя насрещен отговор и дебатът продължава.
Следващата книга на Чанг, издадена през 2011 г, е „23 неща, които не ви казват за капитализма“, в която излага опровержение в двадесет и три точки на някои от тезите на неолибералния капитализъм. Те включват негови изводи като „Да направим богатите хора по-богати, не прави останалите от нас по-богати“, „Компаниите не трябва да се управляват в интерес на техните собственици“, и „Пералната машина е променила света повече, отколкото интернет". Тази книга поставя под съмнение доста от тезите, които стоят в основата на неолибералния капитализъм и предлага визия за това как можем да му придадем по-хуманен облик. В „23 неща“ Чанг разширява фокуса на идеите от предишните си книги, които са предимно критика на ефекта от неолибералния капитализъм върху развиващите се страни. В нея той обсъжда проблемите на сегашната неолиберална система в целия свят.
Книгата на Чанг от 2014 г – „Икономика: Наръчник на потребителя“ е въведение в икономиката, написано за масовия читател. 

## Личен живот
Той е син на бившия южнокорейски министър на промишлеността и ресурсите Чанг Джа-сук, брат е на историка и философа Ха-сук Чанг и е братовчед на видния икономист и професор в Корейския Университет, Сеул – Чанг Ха-Сунг. Живее в Кеймбридж със съпругата си Хий-Джонг Ким и има две деца – Юна и Джин-Гю. 

## Публикации

### Книги
- The political economy of industrial policy (St. Martin's Press; 1994)
- Intellectual property rights and economic development: historical lessons and emerging issues (памфлет) (TWN; 2001)
- Who benefits from the new international intellectual property rights regime? And what should Africa do? (памфлет) (ATPSN; 2001)
- Joseph Stiglitz and the World Bank: the rebel within (събрани изказвания на Джоузеф Стиглиц) (Anthem; 2001)
- Kicking Away the Ladder: Development Strategy in Historical Perspective (Anthem; 2002)
- Globalization, Economic Development, and the Role of the State (сборник есета) (Zed Books, 2002)
- Restructuring Korea Inc. (заедно с Jang-Sup Shin) (Routledge; 2003)
- Reclaiming development: an alternative economic policy manual (заедно с Ilene Grabel) (Zed; 2004)
- The Politics of Trade and Industrial Policy in Africa: Forced Consensus (редактирана заедно с Charles Chukwuma Soludo и Osita Ogbu) (Africa World Press; 2004)
- Gae-Hyuck Ui Dut (The Reform Trap), Bookie, Seoul, 2004 (сборник есета на корейски)
- Kwe-Do Nan-Ma Hankook-Kyungje (Cutting the Gordian Knot – An Analysis of the Korean Economy) Bookie, Seoul, 2005 (на корейски) (в съавторство с Seung-il Jeong)
- Bad Samaritans: The Myth of Free Trade and the Secret History of Capitalism (Bloomsbury Publishing; 2008)
- 23 Things They Don't Tell You About Capitalism (Penguin Books Ltd; 2010) (в България издадена като „23 неща, които не се казват за капитализма“[14])
- Economics: The User's Guide (Pelican Books; 2014)